# Edmund Kennedy National Park
Edmund Kennedy National Park är en park i Australien. Den ligger i delstaten Queensland, omkring 1 300 kilometer nordväst om delstatshuvudstaden Brisbane.
Trakten är glest befolkad. Närmaste större samhälle är Cardwell, omkring 16 kilometer söder om Edmund Kennedy National Park.
Savannklimat råder i trakten. Genomsnittlig årsnederbörd är 1 995 millimeter. Den regnigaste månaden är februari, med i genomsnitt 509 mm nederbörd, och den torraste är augusti, med 20 mm nederbörd.